# Őrtilos
Őrtilos es un pueblo húngaro perteneciente al distrito de Csurgó, condado de Somogy.

## Superficie
Cuenta con una superficie de 21,12 kilómetros cuadrados.

## Demografía
Hasta 2023 la población era de 428 habitantes, con una densidad de población de 20,26 habitantes por kilómetro cuadrado.
| Gráfica de evolución demográfica de Őrtilos entre 2018 y 2023 |
|                                                               |
| Datos según la Oficina Central de Estadística de Hungría.     |